# Malo Korenovo
Malo Korenovo – wieś w Chorwacji, w żupanii bielowarsko-bilogorskiej, w mieście Bjelovar. W 2011 roku liczyła 196 mieszkańców.